# Le Voyage à travers l'impossible
Le Voyage à travers l'impossible és una pel·lícula muda francesa de 1904 dirigida per Georges Méliès. Inspirada en l'obra de Jules Verne Voyage à travers l'impossible, i modelat en estil i format en l'anterior i molt reeixit Le Voyage dans la Lune de Méliès, la pel·lícula és una sàtira d'exploració científica en la qual un grup de turistes amb mentalitat geogràfica intenten un viatge al sol utilitzant diversos mètodes de transport. La pel·lícula va ser un èxit internacional important en el moment de la seva estrena, i ha estat ben rebuda pels historiadors del cinema.

## Trama

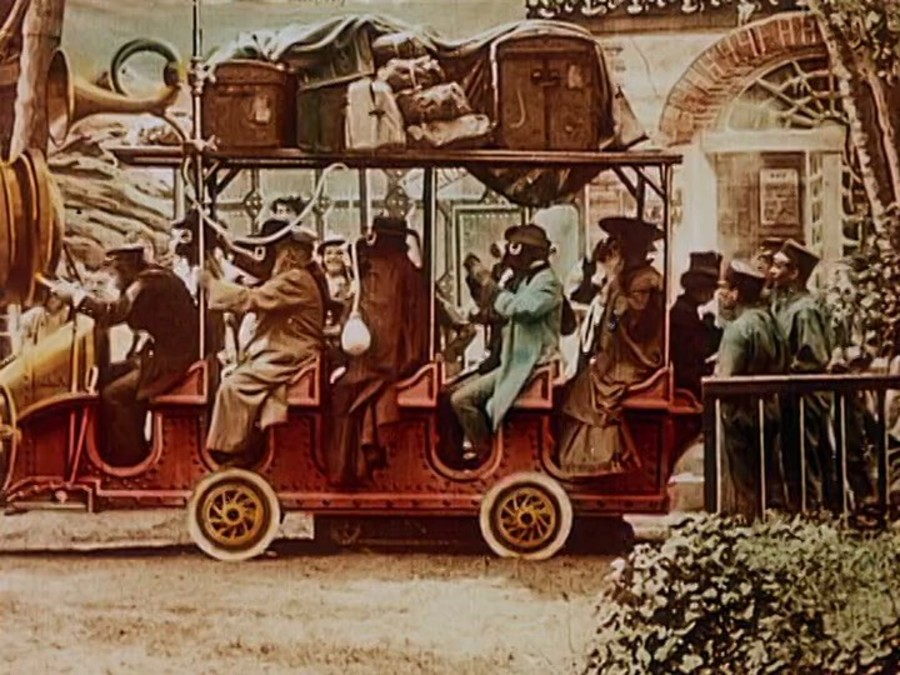
Els viatgers pugen al cotxe Auto-Crazyloff

Nota: Com que la pel·lícula és muda i no té intertítols, els noms propis i les cites següents estan extretes de la descripció en anglès de la pel·lícula publicada per Méliès al catàleg de la Filial de Nova York de Star Film Company.
Una societat d'aficionats a la geogràfica, l'Institut de Geografia Incoherent, té previst fer una gira mundial de manera que "superi en concepció i invenció totes les expedicions prèvies realitzades pel món culte". En una reunió encapçalada pel president Polehunter, "ajudat pel secretari Rattlebrain, per l'Arxiver Mole, pel vicepresident Humbug, els membres de l'oficina, Easily-fooled, Daredevil, Schemer, etc., etc.", el sumptuosament vestit senyores i senyors de l'Institut escolten el pla del professor Daredevil per a la gira mundial, però el rebutgen per ser obsolet. Aleshores, el president dona la benvinguda a l'excèntric enginyer Crazyloff. Explica el seu projecte d'un nou viatge "impossible", utilitzant "tots els mitjans de locomoció coneguts: ferrocarrils, automòbils, globus dirigibles, vaixells submarins...". El pla inusual és acceptat amb entusiasme i comencen els preparatius.
Quan s'ha acabat el treball, les màquines i els viatgers es carreguen en un tren i s'envien als Alps suïssos, on els viatgers començaran el seu viatge. Primer pugen a bord d'un automòbil de turisme, l'Auto-Crazyloff, i viatgen per les muntanyes. En un intent de córrer a gran velocitat sobre el cim del Rigi, els viatgers xoquen al fons d'un precipici. Els alpinistes els salven i els traslladen d'urgència a un hospital suís, on es recuperen gradualment però caòticament.

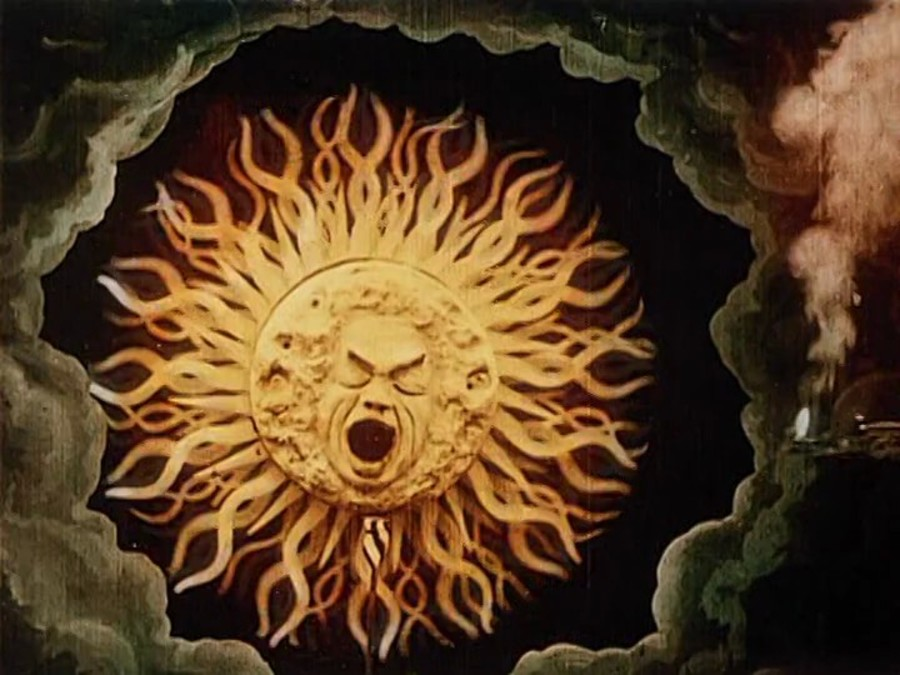
L'expedició viatja al Sol

Després d'haver acabat de recuperar-se, els viatgers pugen a un tren amb els seus altres vehicles enganxats i fan un segon intent de passar per un cim: aquesta vegada, la Jungfrau. Cada minut cada minut cada cop més alt, amb els globus dirigibles lligats al tren, s'eleven a l'espai i són engolits pel Sol. Els viatgers aterren amb un xoc a la superfície del Sol. Estan contents de viure, però la calor és massa per a ells. Crazyloff ordena als viatgers que busquin refugi a la gegantina gelera del tren, però aquest pla va massa lluny en l'altra direcció: moments després, tot el grup s'ha congelat. Crazyloff troba un feix de palla entre les runes i encén un foc a la superfície del Sol per fondre el gel. Els viatgers es descongelen i són feliços endinsats al submarí de l'expedició. Crazyloff el llança des d'un penya-segat al Sol i cau en picat a través de l'espai per caure a un oceà a la Terra.
Després d'uns minuts de visites turístiques sota l'aigua, un problema de caldera fa que el submarí exploti. Els viatgers són llançats a l'aire i aterren amb seguretat en un port marítim entre les restes del submarí. Tornen triomfals a l'Institut de Geografia Incoherent, on se'ls rep amb gran alegria.

## Repartiment
- Georges Méliès com l'enginyer Crazyloff (en francès, Mabouloff; "maboul" en francès per "boig" o "ximple")[2]
- Fernande Albany com la senyora Polehunter, la dona del president de l'institut (en francès, Madame Latrouille, dona del president Latrouille; "avoir la trouille" és en francès "estar espantat o nerviós"), un dels viatjants[3]
- May de Lavergne com l'infermera a l'hospital suís[3]
- Jehanne d'Alcy com a vilatana al port[3]

## Producció
El títol original francès de la pel·lícula, Le Voyage à travers l'impossible, prové d'un espectaccle del mateix nom, escrit el 1882 per Jules Verne. Segurament Méliès es va inspirar en els records d'aquesta obra, però en cas contrari la pel·lícula hi té poca connexió; l'estructura de la trama sembla estar inspirada més aviat en un èxit anterior de Méliès, Le Voyage dans la Lune.
Le Voyage à travers l'impossible es va fer durant l'estiu de 1904. La pel·lícula, rodada en 374 metres (uns 20 minuts a velocitats de projecció de pel·lícules mudes), va ser la més llarga de Méliès fins ara, i el seu rodatge va costar uns 37.500 francs francesos. En la seva posada en escena i disseny, la pel·lícula és simètrica amb Le Voyage dans la Lune: mentre que el progrés dels astrònoms cap a la lluna en aquesta pel·lícula es representa constantment com un moviment d'esquerra a dreta, l'Institut de Geografia Incoherent progressa cap al sol a Le Voyage à travers l'impossible és constantment de dreta a esquerra. Tot i que la major part de la pel·lícula es va rodar a l'estudi de vidre de Méliès, l'escena als peus de la Jungfrau es va rodar a l'aire lliure, al jardí de la propietat de Méliès a Montreuil (Sena Saint-Denis). La fàbrica ambientada a la segona escena recorda el Hall des Machines a l'Exposició de París de 1900. Les tècniques que s'utilitzen per als efectes especials inclouen maquinària escènica (incloent escenografia rodant horitzontalment i verticalment), pirotècnia, efecte en miniatura, escamoteig i fosa.

## Estrena

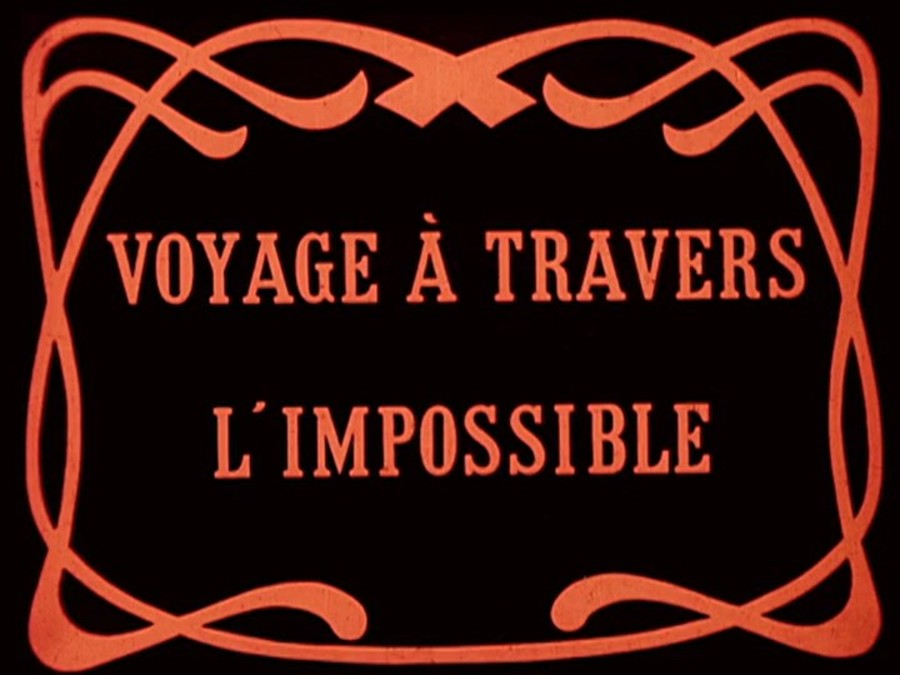
Una altra targeta de títol utilitzada per a la pel·lícula

La pel·lícula va ser estrenada per la Star Film Company de Méliès amb els números 641–659 als seus catàlegs, on es va anunciar com a Invraisemblable équipée d'un groupe de savants de la Société de Géographie incohérente; pièce fantastique nouvelle en 40 tableaux. (La secció suplementària opcional es va vendre per separat i es va numerar 660–661.) Els primers catàlegs en anglès coneguts donen el títol d' An Impossible Voyage als Estats Units i Whirling the Worlds a Gran Bretanya.
Les descripcions del catàleg francès donen noms en francès per a molts dels personatges: l'enginyer és Mabouloff, i els membres de l'Institut inclouen el professor Latrouille (el seu president), Madame Latrouille, Madame Mabouloff, la secretària Foulard, l'arxiver Lataupe, el vicepresident Patoche i el professor Ventrouillard. (qui proposa el projecte no acceptat a l'inici de la pel·lícula). El catàleg nord-americà dona noms anglicitzats, mentre que el servent de Mabouloff/Crazyloff s'anomena Bob en ambdues llengües.
Una còpia de la pel·lícula (encara que no l'epíleg suplementari) es va dipositar per als drets d'autor estatunidenc a la Biblioteca del Congrés dels Estats Units el 12 d'octubre de 1904. Com a mínim el 4% de la producció sencera de Méliès, algunes impressions eren individualment colorides a mà i es venien a un preu més alt. A finals del segle xx, una còpia supervivent pintada a mà va ser donada a la família de Méliès pel Národní Filmový Archiv.

## Recepció
Le Voyage à travers l'impossible a ser una de les pel·lícules més populars dels primers anys del segle xx, rivalitzada només amb pel·lícules similars de Méliès com El regne de les fades i el gran èxit Le Voyage dans la Lune. El crític de cinema Lewis Jacobs va dir de la pel·lícula:
| « | Aquesta pel·lícula expressava tots els talents de Méliès. S'hi va fer triomfant el seu sentiment per la caricatura, la pintura, la invenció teatral i la ciència de la càmera. La complexitat dels seus trucs, el seu enginy amb artificis mecànics, la imaginació dels escenaris i els quadres sumptuosos van fer de la pel·lícula una obra mestra per al seu dia. | » |

L'estudiosa cinematogràfica Elizabeth Ezra destaca l'aguda sàtira social de la pel·lícula, assenyalant com els membres rics però ineptes de l'Institut "fan estralls allà on van, pertorbant la vida dels bucòlics alpinistes, vilatans alpins, treballadors de fàbriques i mariners", i argumentant que aquest conflicte. entre les classes altes i les classes treballadores es reflecteix en altres contrastos de la pel·lícula (calor i gel, sol i mar, etc.).